# 致密硬皮腹菌
致密硬皮腹菌（学名：Sclerogaster compactus）是属于地星目硬皮腹菌科硬皮腹菌属的一种担子菌。该种分布于中国、意大利、法国等地。
其种加词“compactus”意为“致密的”。